# たなかゆきを
たなか ゆきを（1927年4月26日−2020年10月22日 ）は、東京都出身の作詞家。

## 来歴・人物
明治大学商学部卒業。印刷会社の取締役に就任後、明治大学付属明治高等学校・中学校で教鞭をとりつつ作詞家を志す日々を過ごした。1957年（昭和32年）、既に著名作詞家であった石本美由起の門下生となり、同氏が主宰する歌謡同人誌「新歌謡界」に準同人として入会する。三宅立美、秋田泰治、星野哲郎、八反ふじを、松井由利夫、若山かほる、岩瀬ひろしは、当初からの同門詩友である。1958年（昭和33年）にキングレコードの専属作詞家となり、以後42年間、同社が専属制度を廃止するまで契約を継続し、フリーの作詞家として活動していた。
亡くなる数ヶ月前にはYouTubeのインタビューに応じるなど元気な姿を見せていたが
2020年10月22日に死去。92歳没。

## 要職
- 日本音楽著作権協会（JASRAC）評議員（その間に監事、評議員会副議長を歴任）
- 日本作詩家協会常任顧問（その間に事務局長を延べ12年、理事、常務理事、専務理事等を歴任）
- 日本脚本家連盟作詞教室講師

## 代表作品
今までに日本各地の市町村政、町村民政、小中学高校校歌、社歌、童謡、歌謡曲、新民謡等2000曲以上を発表しているが、特に最近は日本古典芸能を基礎とした歌謡（例えば長唄、小唄、端唄、新内、舞踊歌謡、吟詠歌謡）等の作詩に力を注いでいる。

## 主な校歌、市町村歌、社歌
- 茨城県立稲敷中学校校歌
- 戸田市立戸田中学校校歌
- 戸田市立美女木小学校校歌
- 福島県会津坂下町歌
- 千葉県長南町歌
- 和歌山県那智勝浦町歌
- 群馬県伊香保町歌
- 照国海運社歌（現・マリックスライン）
- 昭和測量社歌
- コパックス社歌
- ササキグループ社歌

## 主な歌謡曲、吟詠歌謡、舞踊歌謡
- 長崎の女、ロザリオの島、大阪の灯、たそがれの砂丘、慕情の街、国後の女、海の蝶 (春日八郎)
- 潮来舟、母恋三味線、麻雀小唄 (大月みやこ)
- サワーグラスの哀愁 (三船浩)
- 古都の雨、もがり笛の子守唄、名将伊達政宗、千曲川旅情/臼田ばやし (三橋美智也)
- サンパウロチャチャ (大津美子)
- 名将前田利家、夕鶴の舞、華仰の宴 (大塚文雄)
- 春日の局 (二葉百合子)
- 紀州おとこ船 (鏡五郎)
- 情炎日高川 (下谷二三子)
- しだれ桜 (平野啓子)
- 大江戸花ごよみ、千年の斯 (比気由美子)
- 篤姫 (天達美代子)
- 忠治侠客旅 (島津亜矢)
- 哀愁おわら節(金村ひろし)